# Latilumbus palliventris
Latilumbus palliventris là một loài tò vò trong họ Ichneumonidae.